# Adam Wiltzie
Adam Bryanbaum Wiltzie (New York, 17 settembre 1969) è un compositore e tecnico del suono statunitense.

## Biografia
Wiltzie è nato a New York e da giovane aspirava a diventare un tennista professionista sotto le ali del campione di Wimbledon Chuck McKinley. All'età di sedici anni, ha avuto un infortunio al ginocchio che ha interrotto la sua carriera. Wiltzie si trasferì in seguito ad Austin, in Texas, dove visse per 10 anni prima di trasferirsi in Europa.
Wiltzie è meglio conosciuto per essere stato membro e fondatore di vari progetti ambient quali gli Stars of the Lid, The Dead Texan, Aix Em Klemm e A Winged Victory for the Sullen. Ha anche registrato, suonato e lavorato come tecnico del suono per artisti come The Flaming Lips, Mercury Rev, Labradford, Bedhead, The Bad Livers, Windsor for the Derby, Iron & Wine, Jóhann Jóhannsson, Hauschka e Sparklehorse.
Ha scritto le colonne sonore originali per diverse produzioni cinematografiche e televisive tra cui Salero, The Yellow Birds e Iris - Un amore vero. Ha anche collaborato con Jóhann Jóhannsson alle sue colonne sonore per La teoria del tutto e Arrival, e ha scritto due dei temi principali con Dustin O'Halloran per il film Lion - La strada verso casa, nominato agli Oscar nel 2016.

## Discografia

### Discografia solista
- 2015 – Travels In Constants Volume 24
- 2016 – Salero

### Con gli Stars of the Lid
- 1995 – Music for Nitrous Oxide
- 1996 – Gravitational Pull vs. the Desire for an Aquatic Life
- 1997 – The Ballasted Orchestra
- 1998 – Per Aspera Ad Astra
- 1999 – Avec Laudenum
- 2001 – The Tired Sounds of Stars of the Lid
- 2007 – And Their Refinement of the Decline

### Con gli Aix Em Klemm
- 2000 – Aix Em Klemm

### Con i Dead Texan
- 2004 – The Dead Texan

### Con gli A Winged Victory for the Sullen
- 2011 – A Winged Victory for the Sullen
- 2014 – Atomos
- 2016 – Iris
- 2019 – The Undivided Five

## Colonne sonore
- Il destino di un soldato (The Yellow Birds), regia di Alexandre Moors (2017)
- American Woman, regia di Jake Scott (2018)